# San Francisco (Chapare)
San Francisco (también: Sindicato San Francisco) es una localidad del municipio de Villa Tunari en la provincia del Chapare del departamento de Cochabamba en Bolivia. A su vez es la capital del Sindicato San Francisco, Central 2 de Agosto A, perteneciente a la Federación Especial de Trabajadores Campesinos del Trópico de Cochabamba (FETCTC).

## Descripción
San Francisco es el décimo pueblo más grande del municipio de Villa Tunari en la provincia del Chapare. La aldea está ubicada a una altitud de 216 m, cuatro kilómetros al noroeste del Río Chapare y tres kilómetros al sureste del río Motamojo, justo antes de que desemboque en el río Chapare.

## Geografía
San Francisco está ubicado en las tierras bajas de Bolivia en el extremo norte de la Cordillera Oriental. El clima es tropical con una hora del día pronunciada .
La temperatura media anual a largo plazo es de casi 27 °C, las temperaturas mensuales oscilan entre unos buenos 23 °C en julio y algo menos de 29 °C en diciembre y enero (ver diagrama climático de Villa Tunari). La precipitación anual de 2300 mm muestra una temporada de lluvias clara de octubre a abril, con precipitaciones mensuales entre 160 y 380 mm.

## Red de transporte
San Francisco se encuentra a 189 kilómetros por carretera al noreste de Cochabamba, la capital del departamento.
A través de la cercana Villa Tunari, el 1657 kilómetros de largo conduce carretera Ruta 4, que atraviesa el país de oeste a este. Conduce desde Tambo Quemado en la frontera con Chile vía Cochabamba y Sacaba hasta Villa Tunari y por vía Santa Cruz hasta Puerto Suárez en la frontera con Brasil. Dos kilómetros al este de Villa Tunari, entre los puentes sobre el Río Espíritu Santo y el Río Chapare, un camino rural se desvía de la carretera principal en dirección norte y llega por Chipiriri y Villa 14 de Septiembre a veintiséis kilómetros San Francisco.

## Población
La población de la aldea ha aumentado en más de dos tercios en la década entre los dos últimos censos:
| año  | Residentes           | fuente |
| ---- | -------------------- | ------ |
| 1992 | sin datos detallados | censo  |
| 2001 | 495                  | Censo  |
| 2012 | 846                  | Censo  |

Debido a la distribución poblacional históricamente crecida, la región tiene una clara proporción de población quechua, en el municipio de Villa Tunari el 83.5 por ciento de la población habla el idioma quechua.